# Intschi
Intschi è una frazione del comune svizzero di Gurtnellen, nel Canton Uri.